# دژان مادروگا
دژان مادروگا (به انگلیسی: Djan Madruga) (زادهٔ ۷ دسامبر ۱۹۵۸) شناگر اهل برزیل است.